# Love in Rewind
Love in Rewind je pesma kojom je Dino Merlin predstavljao Bosnu i Hercegovinu na Pesmi Evrovizije 2011 održanoj u Diseldorfu u Nemačkoj. Autor i kompozitor ove pesme je i njen izvođač, Dino Merlin, a pesma govori o životu sredovečnih ljudi. Pesma je u finalu bila plasirana na šestom mestu.